# خلت آباد (مقاطعة فراهان)
خلت‌آباد (بالفارسية: خلت‌آباد) هي قرية تقع في مركزي في إيران. يقدر عدد سكانها بـ 269 نسمة .